# Чижевская, Вера Августовна
Ве́ра А́вгустовна Чиже́вская (род. 20 сентября 1946, станция Крулевщина, Докшицкий район, Витебская область, Белорусская ССР) — русская поэтесса и журналистка, верлибрист, мемуарист.

## Биография
Родилась в Белоруссии, в младенчестве потеряла мать. В 1960-е гг. переехала в город Обнинск Калужской области. Первая публикация стихов состоялась в 1979 году в обнинской газете «Вперёд» (впоследствии газета «Обнинск»). Входила в литературное объединение «Шестое чувство». В советское время публиковалась в альманахе «День поэзии» (1986). В 1991 году была включена Кареном Джангировым в первую и последнюю в СССР «Антологию русского верлибра». Работала в Обнинском филиале НИФХИ имени Карпова, ВНИИГМИ-МЦД. В советское время на общественных началах была заведующей обнинского Клуба книголюбов. В течение пятнадцати лет перед выходом на пенсию работала секретарём-референтом в газете «Обнинск» и там же курировала начинающих авторов, пропагандируя верлибр, и вела поэтическую рубрику «Шестое чувство».
Член Союза писателей России (с 1997).

## Вера Чижевская в литературе

### Посвящения
Вере Чижевской посвящено стихотворение Валерия Прокошина «Лампа светит тускло…» из цикла «Отречение».

### Публикации Веры Чижевской

#### Книги
- Чеканка: Стихи. — М.: Прометей, 1991. — 50 с.
- Маков цвет: Стихи (1996)
- Плюс ко всему: Стихи (1996)
- Возвращение каравана: Автобиографическая проза (1997)
- Пятое время года: Стихи (2000)
- Кольцо горизонта: Верлибры. — Обнинск, 2001. — 71 с.
- По дороге к «Саду камней». Рассказы (2002)
- Пробелы дождя: Стихи. Рассказы. — Обнинск: Приложение к журналу «Русич» (№ 37), 2004. — 50 с.
- Эффект отсутствия: Верлибры. Проза. — Обнинск: Приложение к журналу «Русич» (№ 46), 2005. — 62 с.
- Зеркальная реприза: Стихи. Верлибры. — Обнинск: Приложение к журналу «Русич» (№ 53), 2006. — 392 с.
- Коллаж в тринадцатилетней раме: Документальная проза (2006)
- Верительные письма: Проза (2006)
- Отличительный знак: Стихи (2009)
- На фоне сквозняка: Стихи. Верлибры. — Обнинск: Графика, 2012. — 104 с.
- В ритме паузы: Верлибры / Стихи. - Обнинск, 2015. - 72 с.
- Во имя причала: Верлибры / Стихи. - Обнинск, 2016. - 57 стр.

#### Отдельные публикации
- Рождение пространства: Свободные стихи / Н. И. Никулина, В. Чижевская, Е. М’Арт. — Обнинск: Институт муниципального управления, 2003. — 84 с.
- Завидная участь // Крещатик. — 2003. — № 20.
- У камней свои законы: Стихотворения // Дети Ра. — 2005. — № 4 (8).
- Диалоги не по Платону // Дети Ра. — 2007. — № 7-8 (33-34).
- «То ли ангел взлетел, то ли грешная птица»? (Валерий Прокошин: последние годы жизни и творчества) // Дети Ра. — 2009. — № 8 (58).
- Маленький концерт для Alter ego: Стихи свободной формы / Наталья Никулина, Вера Чижевская, Евгений Март. – М.: Вест-Консалтинг, 2011.
- «ПЛАВУЧИЙ МОСТ» - Журнал русской и переводной поэзии. № 1(5),  Издательства «Водолей» (Москва), «Verlag an der Wertach» (Augsburg), 2015.
- "НА ОБНИНСКИХ ПЕРЕКРЁСТКАХ. Стихи и проза обнинских, московских и калужских авторов XXI века". Изд-во "ООО "Союз-Дизайн Трейд". Санкт-Петербург. 2015
- Всероссийский литературный журнал «ЛиФФт» № 1,- Москва,   Изд-во «ДООС». 2015.
- «ИСТОКИ» - литературно-художественный альманах" № 9, 2015-2016.   - Москва,  Изд-во "ПЕРО"
- «ИСТОКИ» - литературно-художественный альманах" № 10, 2017-2018.   - Москва, Изд-во "ПЕРО"
- Всероссийский литературный журнал "ЛиФФт" № 3, 2018. – Москва,   Изд-во «ДООС»
- "СОВРЕМЕННЫЙ РУССКИЙ СВОБОДНЫЙ СТИХ. Антология". - Москва, 2019
- "ОБЛАКА" - Калужский литературный альманах. - Калуга: Изд-во "СерНа". август,2019
- "МИРАЖИСТЫ. "Гром АДЬЁ" - Альманах Доосов и миражистов. - Красноярск: "Литера-принт". Сентябрь, 2020
- CANCIONES LEJANAS "ДАЛЁКИЕ ПЕСНИ". Сборник колумбийской поэзии. Поэзия в переводах с испанского языка на русский. Санкт-Петербург–Москва. «Любавич», 2021.
- Мiжнародны альманах "ЛiТЕРА", №7-8. - Гомельскае абласное аддзяленне ГА "Саюз пісьменнікаў Беларусі". Гомель, октябрь 2022
- Юбилейный альманах "Библиотека Всемирной литературы БВЛ -55 лет". - Москва: Изд-во ГОСП, 2022

### О Вере Чижевской
- Частикова Эльвира. «Здесь жили поэты…» (недоступная ссылка) // Централизованная библиотечная система города Обнинска.